# Леви-Биш LB.2
Леви-Биш LB.2 (фр. Levy-Biche LB.2) је француски ловачки авион. Авион је први пут полетео 1927. године. 

Највећа брзина авиона при хоризонталном лету је износила 215 km/h.
Распон крила авиона је био 12,36 метара, а дужина трупа 8,80 метара. Празан авион је имао масу од 1350 килограма. Нормална полетна маса износила је око 2130 килограма. Био је наоружан са два 7,7-мм митраљеза Викер и два Луис.

## Наоружање
| Наоружање авиона: Леви-Биш     |       |
| Ватрено (стрељачко) наоружање  |       |
| Топ                            |       |
| Митраљез                       |       |
| Број и ознака митраљеза        | 2 + 2 |
| Калибар                        | 7,7   |
| Бомбардерско наоружање (бомбе) |       |
| Ракетно наоружање (ракете)     |       |